# Nacionalni inštituti za zdravje
Nacionalni inštituti za zdravje (angleško National Institutes of Health, kratica NIH) so javna agencija ministrstva za zdravje Združenih držav Amerike, ki deluje na področjih medicine in zdravstva. Sestavlja jih 27 ločenih inštitutov in uradov na čelu z uradom predsednika. Predsednika imenuje ameriški senat, od leta 2007 je na tem položaju genetik Francis S. Collins.
Ustanova je razdeljena na dva dela: en deluje kot javna agencija za financiranje raziskav zunaj NIH, drugi pa kot raziskovalna ustanova v obliki podrejenih inštitutov, kjer se izvajajo znanstvene raziskave na različnih področjih medicine. Uprava NIH in večina inštitutov se nahaja v mestu Bethesda (Maryland). Agencijski del je odgovoren za razporejanje več kot četrtine od približno 100 milijard USD, kot so v letu 2007 znašala vsa sredstva za medicinske raziskave v ZDA, s čemer je največji javni vir sredstev za tovrstno dejavnost v državi.
Predhodnik organizacije je bil laboratorij za higieno, ustanovljen leta 1887 v sklopu bolnišnice za pomorščake v New Yorku in sprva odgovoren za preučevanje nalezljivih bolezni med priseljenci. Laboratorij je bil leta 1930 z zveznim zakonom preoblikovan v Nacionalni inštitut za zdravje (takrat zapisan v ednini), ki je počasi prerasel v eno najpomembnejših javnih zdravstvenih ustanov v ZDA.

## Delitev
NIH sestavlja 21 inštitutov za različna področja zdravstva in medicine:
| Ime | Okrajšava | Področja dejavnosti                                                                   | Ust. |
| --- | --------- | ------------------------------------------------------------------------------------- | ---- |
| National Cancer Institute Nacionalni inštitut za raka                                                                                       | NCI       | onkologija                                                                            | 1937 |
| National Institute of Allergy and Infectious Diseases Nacionalni inštitut za alergijo in nalezljive bolezni                                 | NIAID     | alergologija, imunologija, nalezljive bolezni                                         | 1948 |
| National Institute of Dental and Craniofacial Research Nacionalni inštitut za dentalne in kraniofacialne raziskave                          | NIDCR     | dentalna medicina                                                                     | 1948 |
| National Institute of Diabetes and Digestive and Kidney Diseases Nacionalni inštitut za sladkorno bolezen in bolezni prebavil ter ledvic    | NIDDK     | diabetologija, presnovne bolezni                                                      | 1948 |
| National Heart, Lung, and Blood Institute Nacionalni inštitut za srce, pljuča in kri                                                        | NHLBI     | kardiologija, pulmologija, motnje spanja                                              | 1948 |
| National Institute of Mental Health Nacionalni inštitut za duševno zdravje                                                                  | NIMH      | psihiatrija, psihologija                                                              | 1949 |
| National Institute of Neurological Disorders and Stroke Nacionalni inštitut za nevrološke motnje in kap                                     | NINDS     | nevrologija                                                                           | 1950 |
| National Library of Medicine Narodna medicinska knjižnica                                                                                   | NLM       | biomedicinska informatika, knjižničarstvo                                             | 1956 |
| National Institute of Child Health and Human Development Nacionalni inštitut za zdravje otrok in človekov razvoj                            | NICHD     | embriologija, razvojna biologija, pediatrija                                          | 1962 |
| National Institute of General Medical Sciences Nacionalni inštitut za splošne medicinske vede                                               | NIGMS     | temeljne biomedicinske raziskave - genetika, molekularna biologija, celična biologija | 1962 |
| National Eye Institute Nacionalni inštitut za oči                                                                                           | NEI       | oftalmologija                                                                         | 1968 |
| National Institute of Environmental Health Sciences Nacionalni inštitut za vede o okoljskem zdravju                                         | NIEHS     | okoljsko zdravje                                                                      | 1969 |
| National Institute on Alcohol Abuse and Alcoholism Nacionalni inštitut za zlorabo alkohola in alkoholizem                                   | NIAAA     | alkoholizem                                                                           | 1970 |
| National Institute on Drug Abuse Nacionalni inštitut za zlorabe psihoaktivnih drog                                                          | NIDA      | problematika psihoaktivnih drog in zasvojenosti                                       | 1973 |
| National Institute on Aging Nacionalni inštitut za staranje                                                                                 | NIA       | geriatrija, gerontologija                                                             | 1974 |
| National Institute of Arthritis and Musculoskeletal and Skin Diseases Nacionalni inštitut za artritis in mišično-skeletne ter kožne bolezni | NIAMS     | raziskave artritisa in bolezni mišično-skeletnega sistema, dermatologija              | 1986 |
| National Institute of Nursing Research Nacionalni inštitut za raziskave zdravstvene nege                                                    | NINR      | zdravstvena nega                                                                      | 1986 |
| National Institute on Deafness and Other Communication Disorders Nacionalni inštitut za gluhost in druge motnje sporazumevanja              | NIDCD     | raziskave okvar čutov                                                                 | 1988 |
| National Human Genome Research Institute Nacionalni inštitut za raziskovanje človeškega genoma                                              | NHGRI     | raziskave genetskih bolezni, genomika (Projekt Človeški genom)                        | 1989 |
| National Institute of Biomedical Imaging and Bioengineering Nacionalni inštitut za biomedicinsko slikanje in bioinženirstvo                 | NIBIB     | medicinsko slikanje, bioinženirstvo                                                   | 2000 |
| National Institute on Minority Health and Health Disparities Nacionalni inštitut za zdravje manjšin in neenakosti v zdravju                 | NIMHD     | zdravje pri etničnih manjšinah in drugih zapostavljenih socialnih skupinah            | 2010 |

Poleg inštitutov sestavljajo NIH tudi centri, ki niso vezani na posamezne inštitute. Med njimi sta Center za znanstvene recenzije (angleško Center for Scientific Review, CSR), ki skrbi za strokovne ocene vlog za financiranje projektov, in Nacionalni center za biotehnološke informacije (angleško National Center for Biotechnology Information, NCBI), ki je znan po več javnih podatkovnih zbirkah, kot so PubMed, PubChem in GenBank.